# Ka (pharaon)
Pour l’article homonyme, voir Ka (homonymie).
Ka ou Sékhen, est le nom d'un des rois de la fin de la période prédynastique, ce qui est souvent nommé dans l'égyptologie moderne la dynastie zéro (fin de la période Nagada IIIb 2).

## Attestations
Le roi est attesté en plusieurs endroits :
- dans la tombe du roi à Abydos, plus spécifiquement dans le puits B7, où son serekh est attesté plus de quarante fois, dont un scellement, le reste étant des inscriptions, incisées ou écrites à l'encre, sur des jarres et des récipients cylindriques[3],
- à Adaïma au sud de Thèbes, avec le serekh du roi inscrit sur un fragment de jarre[4],[3],
- sur le site de Tarkhan, dans la tombe 261, avec le serekh du roi inscrit à l'encre sur un récipient cylindrique[3],
- sur le site d'Helwan, dans les tombes 1627 H2 et 1651 H2, avec le serekh du roi incisé sur deux récipients cylindriques[3],
- à Kafr Hassan Dawood à la limite sud du Ouadi Toumilat, dans la tombe 1008, le serekh du roi a été découvert[3],
- à Tell Ibrahim Aouad dans le delta oriental, avec le serekh du roi inscrit sur  un tesson de poterie[3],
- à Tel Lod dans le sud de Canaan, le serekh du roi a été découvert[3],
- sur le site minier du Ouadi 'Ameyra dans le sud du Sinaï, une inscription rupestre du roi a été découverte avec cinq autres, dont une d'Iry-Hor, une de Narmer une de Djer et une de Nebrê[5],
- des fragments de récipients sans provenance connue[3].

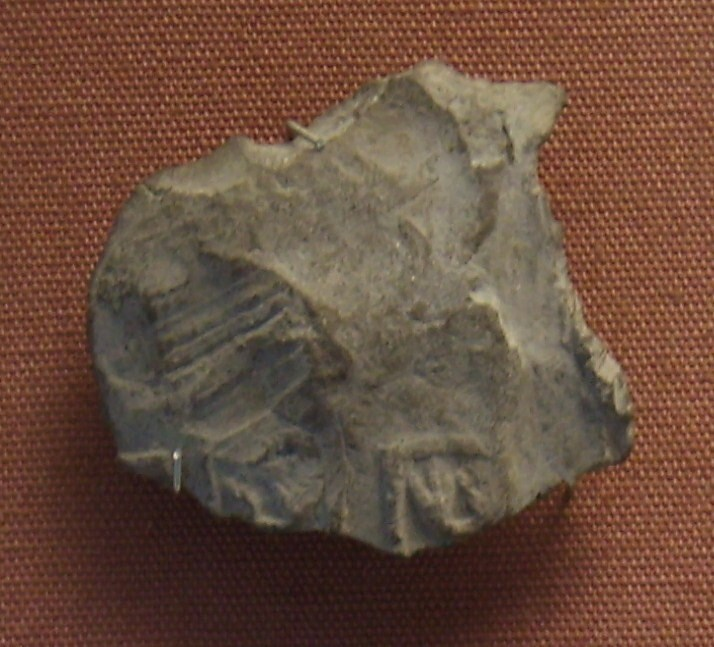
Sceau du roi découvert dans le puits B7 à Abydos (le serekh n'a pas de faucon) - British Museum, Londres.
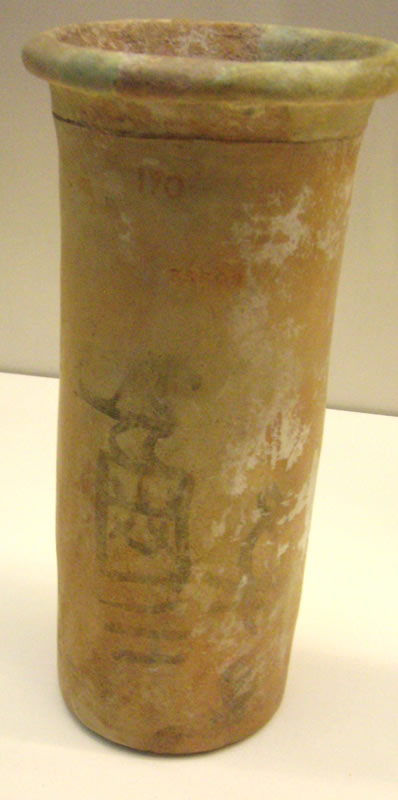
Récipient cylindrique découvert dans le puits B7 à Abydos et inscrit avec le serekh du roi - British Museum, Londres.
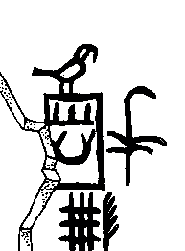
Dessin d'une inscription comportant le serekh du roi et découverte sur un tesson dans le puits B7 à Abydos.
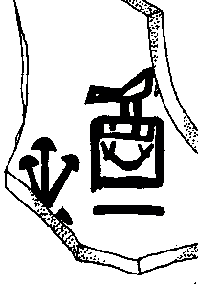
Dessin d'une inscription comportant le serekh du roi et découverte sur un tesson dans le puits B7 à Abydos.
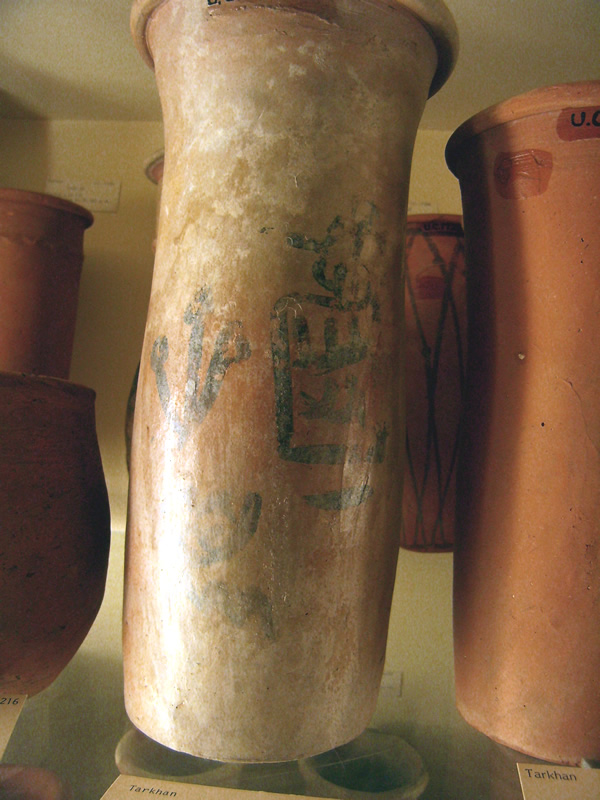
Récipient cylindrique découvert dans la tombe 261 à Tarkhan et mentionnant la reine Ha avec le serekh de Ka - Musée Petrie, Londres (UC 16072).
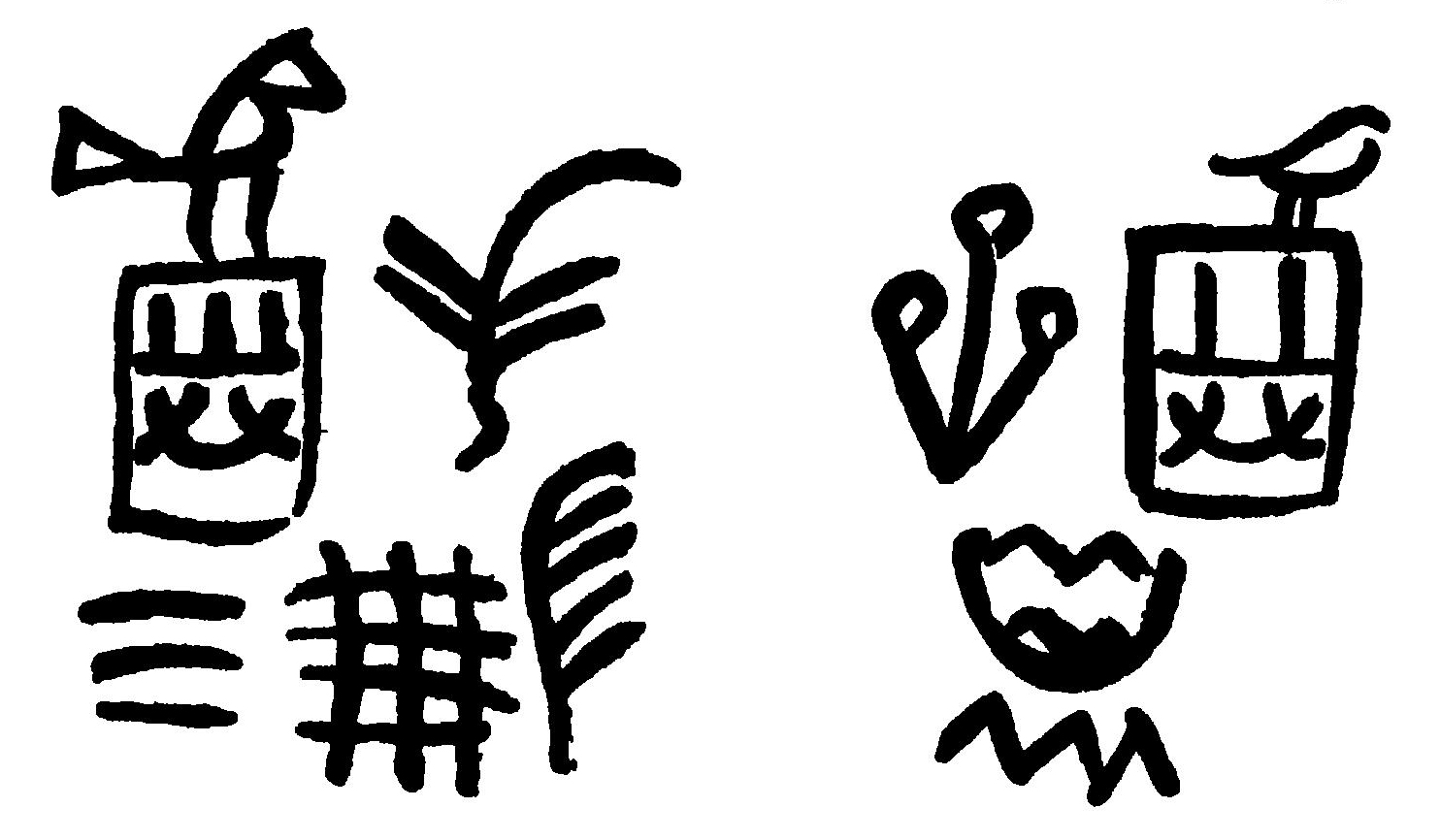
Dessin d'une inscription sur une jarre découverte dans le puits B7 à Abydos et mentionnant la reine Ha avec le serekh de Ka.

## Nom du roi
La lecture correcte du nom de Ka reste incertaine. Il y a des inscriptions de récipients qui montrent un serekh avec un symbole « Ka » typique, tous les deux écrits correctement, mais il y a aussi des inscriptions présentant un serekh vertical avec un symbole « Ka » renversé à l'intérieur. La seconde forme de cette écriture indique une lecture comme « Sekhen » (signifiant « embrasser quelqu'un ») plutôt que « Ka ». On pensait aussi que c'était le nom de naissance de Narmer. Parce que la lecture du nom est si incertaine, les égyptologues et les experts en écriture comme Ludwig David Morenz préfèrent une lecture neutre comme « Roi Bras ».

## Généalogie
Le roi Ka est chronologiquement situé entre Iry-Hor et Narmer, ainsi, dans le cadre d'une succession de père en fils, il est possible que ce roi soit le fils d'Iry-Hor et le père de Narmer, mais cela reste du domaine de l'hypothèse.
Des jarres cylindriques portant l'inscription « Ha, épouse de l'Horus Ka » ont été découverts à Abydos et à Tarkhan, ce qui ferait d'elle la plus ancienne reine égyptienne attestée. Il est à noter que cette reine n'est mentionnée par aucun ouvrage récent.

## Règne
Ka régna sur (une partie de ?) l'Égypte vers la fin du quatrième millénaire. Il est très probablement le successeur immédiat d'Iry-Hor et le prédécesseur immédiat de Narmer,,,,.
Il est l'un des plus anciens rois égyptiens connus avec un serekh inscrit sur un certain nombre d'artefacts,. Cela peut donc être une innovation de son règne. Ka est l'un des rois prédynastiques les mieux attestés, montrant ainsi que la royauté égyptienne était en plein affirmation. De plus, du fait de la position géographique des documents mentionnant son nom, il devait régner sur un territoire assez vaste, en partant au sud à Adaïma vers le nord dans le delta oriental, le contrôle de cette dernière région lui permettant d'ailleurs d'accéder au Sinaï et aux ressources minières qui s'y trouvent, comme l'atteste l'inscription découverte au Ouadi 'Ameyra. Il est à noter que ce territoire était déjà contrôlé en très grande partie par son prédécesseur Iry-Hor, ce dernier étant attesté à Abydos, Zaouiet el-Aryan et au Ouadi 'Ameyra ainsi que peut-être à Nekhen,. Il est à noter que l'inscription rupestre d'Iry-Hor mentionne la ville de Memphis, ce qui, en combinaison de l'attestation d'Iry-Hor à Zaouiet el-Aryan et celle de Ka à Helwan, montre que non seulement, la ville a été fondée avant le règne de Narmer, mais que ce site avait déjà une certaine importance. Ces éléments vont à l'encontre de la tradition qui attribuait au légendaire Ménès, assimilé probablement à Narmer ou Aha, la fondation de la ville de Memphis, mais aussi l'unification de la Basse et de la Haute-Égypte, unification qui devait donc être a minima bien avancée dès le règne d'Iry-Hor.

## Sépulture

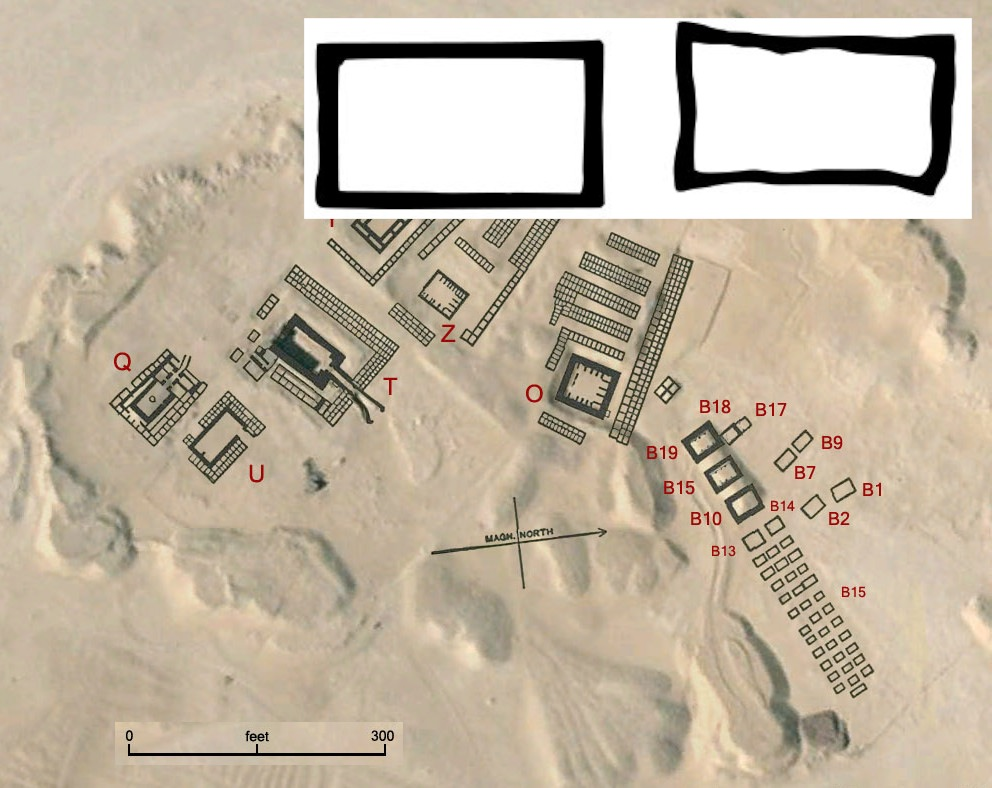
Tombe de Ka dans la nécropole d'Oumm el-Qa'ab à Abydos.

Le roi Ka est enterré dans le cimetière B (puits B7-B9) d'Oumm el-Qa'ab à Abydos. Chaque chambre a une profondeur de 1,90 m, B.7 fait 6 × 3,2 m et B.9 est légèrement plus petite à 5,9 × 3,1 m ; les deux chambres sont séparées de 1,80 m.
La tombe de Ka a été fouillée pour la première fois par Flinders Petrie en 1902. Les fouilles ont permis de découvrir des fragments de silex et de poterie. Dans la chambre B7, la plus méridionale, plus de quarante inscriptions ont été trouvées sur de grands pots et des récipients cylindriques, ainsi qu'une empreinte de sceau. La tombe de Ka (B7, B9) est proche de celle de Iry-Hor (B0, B1, B2) et Narmer (B17, B18). De plus, cette tombe est située dans un ordre séquentiel reliant l'ancien cimetière U aux tombes de la Ire dynastie, suggérant ainsi que Ka a succédé à Iry-Hor et a précédé Narmer sur le trône.